# Тур независимости Кот-д’Ивуара
Тур независимости Кот-д'Ивуара (фр. Tour de l'Indépendance de la Cote d'Ivoire) — шоссейная многодневная велогонка, проходящая по территории Кот-д’Ивуара с 1999 года.			

## История
Гонка была создана в 1999 году и приурочена к Дню провозглашения независимости, который отмечается 7 августа. С тех пор проходит ежегодно за исключением одного раза до 2006 года.
В 2019 году состоялось юбилейное 20-е издание гонки.
В 2020 и 2021 не проводилась из-за пандемии COVID-19. В 2022 году состоялось 21-е издание гонки.
Маршрут гонки состоит из двух или трёх коротких этапов (от 25 до 65 км), дистанция которых проходит в крупнейшем городе страны Абиджане. 
Гонка проводится в рамках национального календаря перед Днём независимости. Организатором гонки выступает Challenge Cycliste de l’Est et de l’Ouest Organisation под эгидой Федерация велоспорта Кот-д’Ивуара.

## Призёры
| Год  | Победитель            | Второй             | Третий       |         |
| ---- | --------------------- | ------------------ | ------------ | ------- |
| 2005 | Хамед Уэдраого        |                    |              |         |
| 2006 | Бассиру Конте         |                    |              |         |
| 2007 |                       |                    |              |         |
| 2008 | Кваме Локоссуэ        |                    |              |         |
| 2009 |                       |                    |              |         |
| 2010 |                       |                    |              |         |
| 2011 |                       |                    |              |         |
| 2012 | Бассиру Конте         |                    |              |         |
| 2013 | Альберт Туре Монголон |                    |              |         |
| 2014 |                       |                    |              |         |
| 2015 |                       |                    |              |         |
| 2016 | Иссьяка Сиссе         |                    |              |         |
| 2017 | Амаду Лингани         |                    |              |         |
| 2018 |                       |                    |              |         |
| 2019 | Бассиру Конте         | Конан Оливье Куаме | Конан Куадио |         |
| 2020 | отменён               | отменён            | отменён      | отменён |
| 2021 | отменён               | отменён            | отменён      | отменён |
| 2022 | Амаду Лингани         | Сулейман Траоре    | Абоу Саного  |         |